# Sint-Jacobuskerk (Oude Stad)

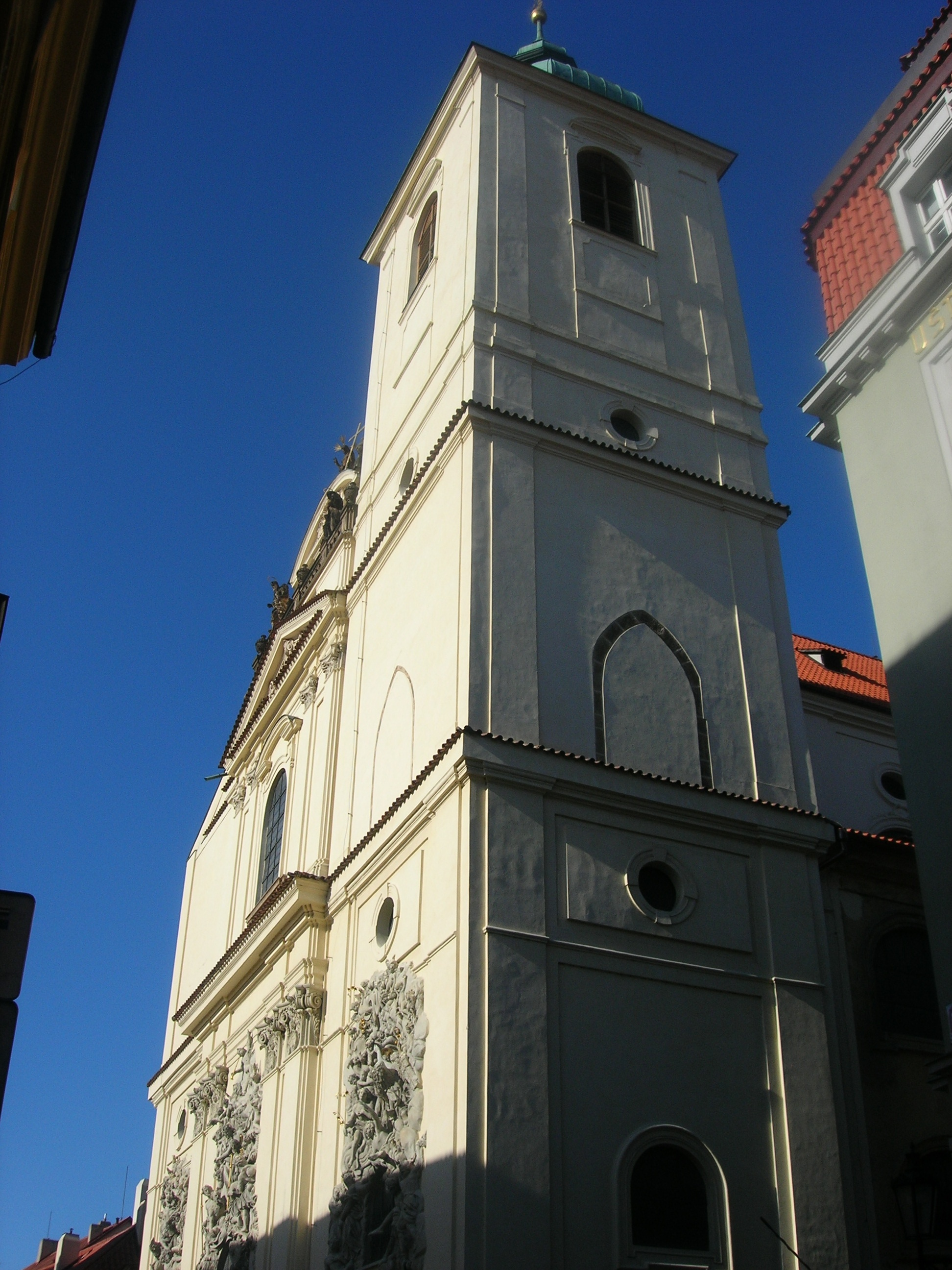
De Sint-Jacobuskerk

De Sint-Jacobuskerk (Tsjechisch: Kostel svatého Jakuba Většího) is een kerk in de Oude Stad van de Tsjechische hoofdstad Praag. De kerk, gelegen tussen het Oudestadsplein en het Náměstí Republiky (Plein van de Republiek), werd in de 13e eeuw gebouwd in opdracht van koning Wenceslaus I. De gotische kerk werd in 1689 na een brand herbouwd in barokstijl. De kerk is gewijd aan Jakobus de Meerdere.